# George Forbes (scienziato)
George Forbes (Edimburgo, 1849 – Londra, 1936) è stato un ingegnere scozzese.
Docente di fisica all'università di Glasgow dal 1872 al 1880, costruì la centrale idroelettrica del Niagara e inventò la spazzola a carbone.
Valente astronomo, nel 1909 scrisse la Storia dell'Astronomia.